# Vasîlivka, Dolînska
Vasîlivka (în ucraineană Василівка) este o comună în raionul Dolînska, regiunea Kirovohrad, Ucraina, formată numai din satul de reședință.

## Demografie
Componența lingvistică a comunei Vasîlivka
     Ucraineană (98,52%)
     Rusă (1,48%)
Conform recensământului din 2001, majoritatea populației comunei Vasîlivka era vorbitoare de ucraineană (98,52%), existând în minoritate și vorbitori de rusă (1,48%).